# أدب تفاعلي

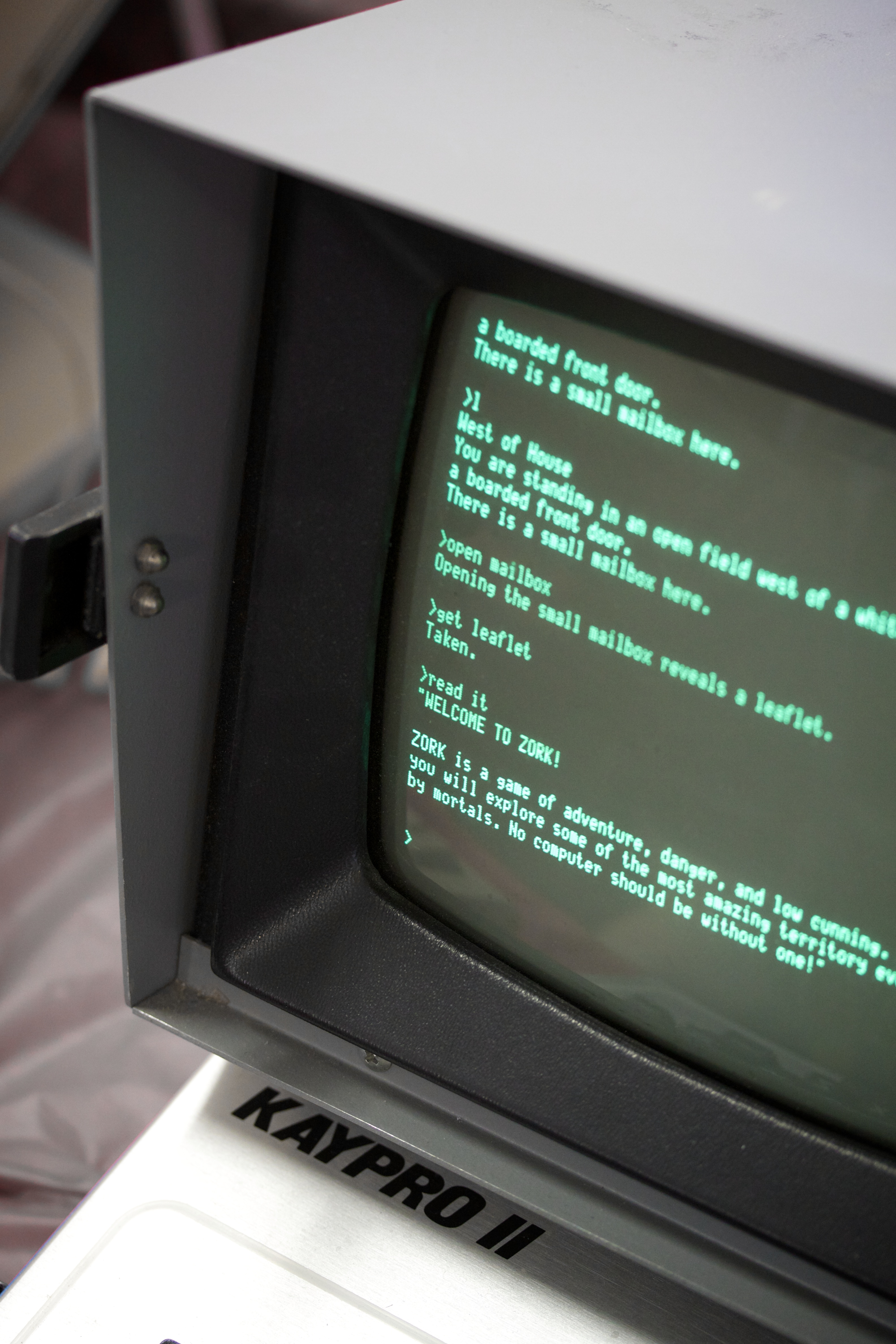
أدب تفاعلي

الأدب التفاعلي (بالإنجليزية: Interactive Fiction)‏ هو برمجية تقوم بمحاكاة بيئة أو وسط حيث يقوم اللاعب باستعمال أوامر كتابية للتحكم في الشخصية والتأثير على الوسط. الأعمال من هذا الشكل تعرف بأنها نوع من الأدب الروائي، كما أنها تعرف أيضا بأنها نوع من ألعاب الفيديو (سواء ألعاب مغامرات أو ألعاب تقمص أدوار).
في الاستخدام العام للمصطلح، الأدب التفاعلي هو نوع من ألعاب المغامرات حيث تكون الواجهة نصية فقط. ألعاب المغامرة النصية البيانية أين يكون النص مترافقا مع بيان (صورة ثابتة أو متحركة أو فيديو) تصنف ضمن خانة المغامرات النصية إذا كانت الطريقة الأساسية للتفاعل مع اللعبة هو عن طريق الكتابة.